# Gertrudiella
Gertrudiella là một chi rêu trong họ Pottiaceae.